# Anthidiellum melanocephalum
Anthidiellum melanocephalum là một loài Hymenoptera trong họ Megachilidae. Loài này được Cockerell mô tả khoa học năm 1920.